# The London Howlin' Wolf Sessions
| 전문가 평가                           | 전문가 평가 |
| 평가 점수                             | 평가 점수   |
| 출처                                  | 점수        |
| ------------------------------------- | ----------- |
| The Penguin Guide to Blues Recordings | [ 2 ]       |
| Christgau's Record Guide              | A–          |

《The London Howlin' Wolf Sessions》는 미국의 블루스 음악가인 하울링 울프가 1971년에 체스 레코드와 영국의 롤링 스톤스 레코드에서 발매한 음반이다. 이 음반은 첫 번째 슈퍼 세션 블루스 음반 중 하나로, 이 경우 에릭 클랩튼, 스티브 윈우드, 찰리 와츠, 빌 와이먼의 유명한 음악가들 사이에서 블루스 마스터를 세웠고, 빌보드 200에서 79위로 정점을 찍었다.

## 배경
폴 버터필드 블루스 밴드, 일렉트릭 플래그, 크림의 콘서트가 끝난 후, 필모어 오디토리움에서 체스 레코드의 프로듀서 노먼 데이런은 후자의 두 밴드 마이크 블룸필드와 에릭 클랩튼의 기타리스트들이 이야기하고 농담하는 것을 목격했다. 데이런은 클랩튼에게 다가가 충동적으로 "하울링 울프와 음반을 만들 생각이 있느냐?"고 물었고, 클랩튼은 이 제안이 합법적인지 확인하고 동의했고, 데이런은 체스 조직을 통해 런던에서 클랩튼의 스케줄과 조율하기 위해 세션을 시작했다.
클랩튼은 롤링 스톤스의 리듬 섹션(피아니스트 이언 스튜어트, 베이시스트 빌 와이먼, 드러머 찰리 와츠)의 참여를 확보했고 데이런은 1973년 24세의 나이로 사망한 19세의 하모니카 신동 제프리 카프를 포함한 추가 음악가들을 모았다. 처음에 마셜 체스는 울프의 오랜 기타리스트 휴버트 섬린을 영국으로 보내기 위해 항공료와 숙박비를 지불하고 싶지 않았지만, 클랩튼의 최후 통첩으로 인해 울프의 존재가 요구되었다. 세션은 1970년 5월 2일부터 5월 7일까지 올림픽 스튜디오에서 열렸다.
5월 2일 첫 날, 와츠와 와이먼은 사용할 수 없었고, 즉시 교체하라는 전화가 걸려왔다. 많은 이들이 나타났지만, 그날부터 클라우스 부어만과 링고 스타가 참여한 음반만 발매되었다. 초기 음반 크레딧에서 스타는 "리치"로 기록되는데, 데이런은 비틀즈이기 때문에 자신의 이름을 직접 사용할 수 없다는 인상을 받았기 때문이다.
시카고의 체스 스튜디오에서는 체스의 단골인 라파예트 리크가 피아노에, 필 업처치가 베이스에, 호른 연주자인 조던 샌드키, 데니스 랜싱, 43번가 스나이퍼스의 조 밀러와 함께 오버더빙이 이루어졌다. 전 블라인드 페이스의 키보디스트 스티브 윈우드는 미국 투어 중 오버더빙 세션에 기여했다. 비록 그는 오리지널 음반에서 5개의 트랙에서만 연주하지만, 그의 이름은 클랩튼, 와이먼, 와츠와 함께 울프의 아래 커버에 실렸다.

## 곡 목록
모든 곡들은 특별한 언급이 없는 한 하울링 울프에 의해 작사/작곡하였다.
| #  | 제목                            | 작사·작곡               | 재생 시간 |
| -- | ------------------------------- | ----------------------- | --------- |
| 1. | 〈Rockin' Daddy〉               |                         | 3:43      |
| 2. | 〈I Ain't Superstitious〉       | 윌리 딕슨               | 3:34      |
| 3. | 〈Sitting on Top of the World〉 |                         | 3:51      |
| 4. | 〈Worried About My Baby〉       |                         | 2:55      |
| 5. | 〈What A Woman!〉               | 세인트 루이스 지미 오덴 | 3:02      |
| 6. | 〈Poor Boy〉                    |                         | 3:04      |

| #  | 제목                            | 작사·작곡      | 재생 시간 |
| -- | ------------------------------- | -------------- | --------- |
| 1. | 〈Built For Comfort〉           | 딕슨           | 2:08      |
| 2. | 〈Who's Been Talking?〉         |                | 3:02      |
| 3. | 〈The Red Rooster (Rehearsal)〉 |                | 1:58      |
| 4. | 〈The Red Rooster〉             | 딕슨           | 3:47      |
| 5. | 〈Do the Do〉                   | 딕슨           | 2:18      |
| 6. | 〈Highway 49〉                  | 빅 조 윌리엄스 | 2:45      |
| 7. | 〈Wang-Dang-Doodle〉            | 딕슨           | 3:27      |